# (4804) Pasteur
Pour les articles homonymes, voir Pasteur.
(4804) Pasteur est un astéroïde de la ceinture principale.

## Description
(4804) Pasteur est un astéroïde de la ceinture principale. Il fut découvert Eric Walter Elst le 2 décembre 1989 à La Silla. Il présente une orbite caractérisée par un demi-grand axe de 2,69 UA, une excentricité de 0,118 et une inclinaison de 8,63° par rapport à l'écliptique.
Il fut nommé à la mémoire du chimiste et microbiologiste Louis Pasteur (1822-1895) qui prouva que la fermentation et les maladies sont dues aux micro-organismes.

## Compléments